# NGC 5969
NGC 5969 (również PGC 55491) – galaktyka eliptyczna (E-S0), znajdująca się w gwiazdozbiorze Smoka. Odkrył ją Lewis A. Swift 5 sierpnia 1885 roku. Jest zaliczana do radiogalaktyk.